# Un bacio e una pistola
Un bacio e una pistola (Kiss Me Deadly) è un film thriller del 1955, prodotto e diretto da Robert Aldrich. La sceneggiatura venne scritta da A. I. Bezzerides, basandosi su un romanzo hard-boiled di Mickey Spillane.
Ritenuto un classico del genere noir, riferimenti alla pellicola appaiono in svariati film come I predatori dell'arca perduta di Steven Spielberg, Repo Man - Il recuperatore di Alex Cox, Pulp Fiction di Quentin Tarantino e Strade perdute di David Lynch.

## Trama
Mike Hammer è un investigatore privato di Los Angeles, brutale, amante delle donne e della violenza e molto corrotto (vive ricattando persone che hanno qualcosa da nascondere). Una sera dà un passaggio a Christina, un'attraente autostoppista vestita solo di un impermeabile, che lo blocca in mezzo alla strada. Costretto a fermarsi, la fa salire in auto su una strada di campagna solitaria. Dopo aver passato un controllo della polizia, che blocca le auto alla ricerca di una donna scappata da un manicomio, alcune auto tagliano loro la strada, facendoli sbandare.
Hammer, in stato di semincoscienza, vede Christina che viene torturata sino alla morte. I criminali poi, per mascherare il delitto, li gettano (Hammer svenuto e Christina morta) con l'auto giù per una scarpata. Mike si sveglierà dopo 3 giorni in ospedale, vegliato dalla sua segretaria. Dopo un po', rimessosi in salute, da un lato per vendetta, dall'altro pensando che ci sia qualcosa di più grande dietro, decide di seguire il caso. Al termine di una serie di vicende, Hammer scopre che la ragione di una lunga serie di morti è contenuta in una piccola valigetta che contiene una sostanza luminosa e pericolosa.

## Distribuzione

### Incassi
Il film guadagnò 726.000 dollari negli Stati Uniti e 226.000 dollari all'estero.

### Accoglienza
Secondo lo storico cinematografico Robert Osborne la distribuzione americana del film contiene un finale in cui Hammer e Velda scappano dalla casa in fiamme, verso l'oceano; la versione europea invece rimuove la scena in cui Hammer e Velda scappano, ma fa comparire la parola "Fine" una scena prima, implicando la morte dei protagonisti.

## Nell'immaginario collettivo
Hammer è sicuramente uno dei più oscuri detective privati/antieroe nel genere del film noir. Apparentemente vive a spese di ricatti nei confronti di mariti e mogli adultere, e ha un ovvio piacere sadico nella violenza (per esempio nella scena in cui i criminali sono mandati a ucciderlo).
Nel 1999 Un bacio e una pistola è stato ritenuto un film "culturalmente significativo" ed è stato selezionato per essere conservato nel National Film Registry della Biblioteca del Congresso degli Stati Uniti.